# قلعه سه کوهه
قلعه سه کوهه سیستان یا ارگ سه کوهه مربوط به دوره قاجار است که در دهستان لوتک و بخش مرکزی شهرستان هامون در روستای سه کوهه واقع شده و این اثر در تاریخ ۱۲ بهمن ۱۳۸۱ با شمارهٔ ثبت ۷۲۵۴ به‌عنوان یکی از آثار ملی ایران به ثبت رسیده است.
این اثر باستانی قبلاً در تقسیمات کشوری در بخش شیب آب شهرستان زابل بود که با ارتقا بخش شیب آب به شهرستان هامون هم اکنون در این شهرستان است.

### وجه تسمیه
وجه تسمیه (سه کوهه) را برخی برگرفته از واژه سکوه و سکا که همان اقوام سیستان بوده اند می دانند؛ اما سه کوهه می تواند اشاره بر سه بلندی کوه مانند (ارگ کهنه قلعه، برج فلک و قلعه کهنه) بوده باشد که از اقصی نقاط دشت سیستان به سهولت دیده می شود.

## معماری

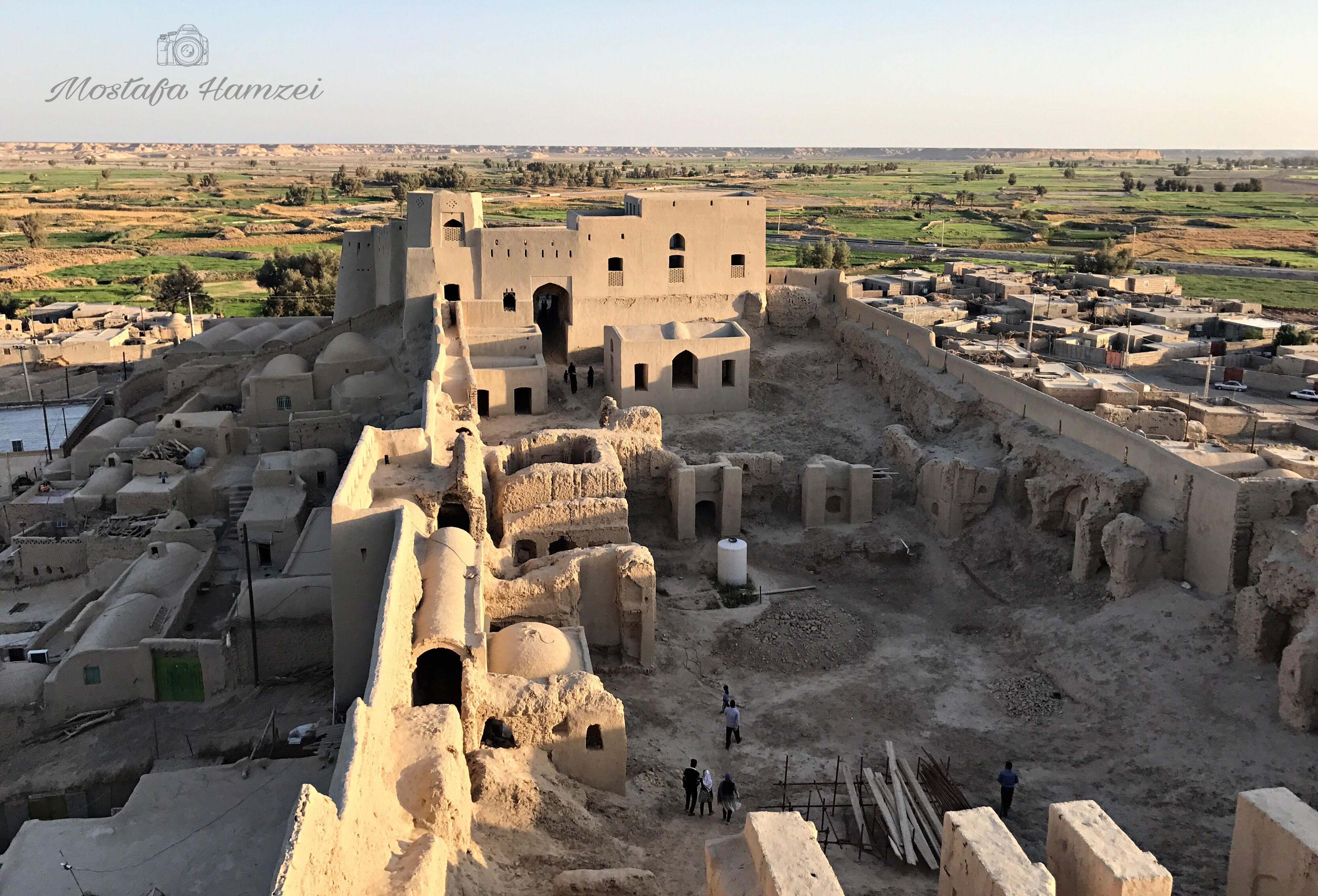
قلعه سه کوهه در سیستان و بلوچستان

بنای اصلی آن از سه قسمت به هم پیوسته ارگ جنوبی، ارگ شمالی و ارگ میدانی تشکیل شده‌است.
- ارگ جنوبی

شامل یک حیاط مرکزی با مجموعه‌ای از اتاق‌ها در اطراف و یک ایوان بلند و باریک در ضلع شمالی می‌باشد و متعلق به حاکم آن زمان بوده‌است.
- ارگ شمالی

این قسمت معروف به فلک سر (ملک سار) است و از وسعت کمتری نسبت به ارگ جنوبی برخوردار است. این قسمت استراحتگاه حاکم و همرا او بوده‌است. نمای بیرونی چند ضلعی و تمام سطح گنبد و طاق‌ها ی آن پوشیده‌است.
- ارگ میدانی (میدان مرکزی)

قلعه نسبتاً بزرگی است که حدفاصل ارگ جنوبی و ارگ شمالی است و در داخل آن اتاق‌هایی وجود دارد که جایگاه خادمان و محافظان حاکم بوده‌است.
- مصالح مورد استفاده از کاه گل، خشت خام و ملاطهای گچ و خاک می‌باشد.

## ویژگی مهم

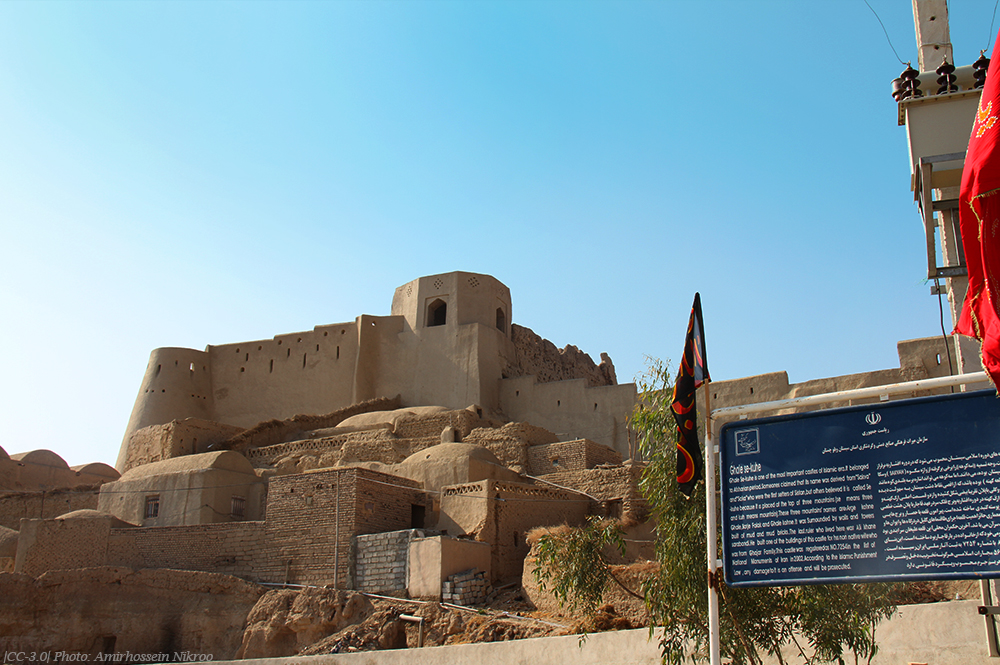
قلعه سه کوهه در سیستان و بلوچستان

- مرکز برافراشتن پرچم ایران در مبارزات با استعمار انگلیس در منطقه
- آخرین حاکم سیستان در دوران قاجاریه
- ثبت شواهد باستان شناسان مبنی برادامه روند تکامل معماری در منطقه